# I lust och glöd
I lust och glöd är ett musikalbum av Olov Johansson, utgivet 2007 av Drone Music. På denna skiva medverkar även Mikael Marin, Kalle Almlöf, Catriona McKay och Markus Svensson. Catriona McKay och Olov Johansson fortsatte sitt samarbete på skivan Foogy som släpptes 2009.

## Låtlista
Alla låtar är traditionella om inget annat anges.
1. "Polska efter Erlandsson" – 2:40
2. "Gustaf III:s drickslåt" – 2:55
3. "Polska i G-moll av Ivar Tallroth" (Ivar Tallroth) – 3:23
4. "Tryslingreinlenderen" – 3:36
  - Kalle Almlöf — fiol
5. "Harppolska" (Olov Johansson) – 4:22
  - Catriona McKay — clarsach (skotsk harpa)
6. "Lunnsälgarn" – 3:37
  - Mikael Marin — 5-strängad viola
7. "Polkett efter Bohlin" – 3:19
  - Markus Svensson — kromatisk nyckelharpa
8. "Astrids vals" (Olov Johansson) – 3:23
9. "Polska efter Svedmark" – 2:20
10. "Polska efter August Bohlin" – 2:28
  - Mikael Marin — 5-strängad viola
11. "Polska efter Lindblad" – 2:31
  - Markus Svensson — kromatisk nyckelharpa
12. "Skottis" (Olov Johansson) – 3:27
  - Catriona McKay — clarsach (skotsk harpa)
13. "Lejsmepolskor i C-dur" – 3:56
  - Kalle Almlöf — fiol
14. "Brudmarsch från Nora Socken" – 2:31
15. "De Geers polska" – 3:10
  - Mikael Marin — 5-strängad viola
16. "Agnesvalsen" – 3:19
17. "Söderstedts polska" – 3:25
  - Markus Svensson — kromatisk nyckelharpa
18. "Ena foten i Uppland" (Olov Johansson) – 2:41
19. "Morfarspolskan" – 2:19
  - Mikael Marin — 5-strängad viola
20. "Hjort-Anders stamppolska" – 2:54
  - Kalle Almlöf — fiol
21. "Polska av Per Johan Bodin" (Per Johan Bodin) – 2:51
  - Markus Svensson — kontrabasharpa
22. "Vals efter Herman Strömberg" – 2:46
  - Kalle Almlöf — fiol

Total tid: 68:04
- Arrangemang:
- Kalle Almlöf (20)
- Olov Johansson (1, 2, 4, 7, 9, 11, 13, 14, 16, 17, 22)
- Olov Johansson & Markus Svensson (21)
- Mikael Marin (6, 10, 15, 19)
- Catriona McKay (5, 12)

## Medverkande
- Olov Johansson – 3-radig kromatisk nyckelharpa (3, 5, 7–9, 11, 13, 16, 17), kontrabasharpa (2, 12, 14, 20, 21), oktavnyckelharpa (1, 4, 8), fiol (6, 10, 15, 18, 19, 22)
- Mikael Marin – 5-strängad viola
- Markus Svensson – 3-radig kromatisk nyckelharpa, kontrabasharpa
- Kalle Almlöf – fiol
- Catriona McKay – clarsach

## Mottagande
Skivan fick ett gott mottagande när den kom ut med ett snitt på 4,0/5 baserat på fyra recensioner.